# RTV (België)

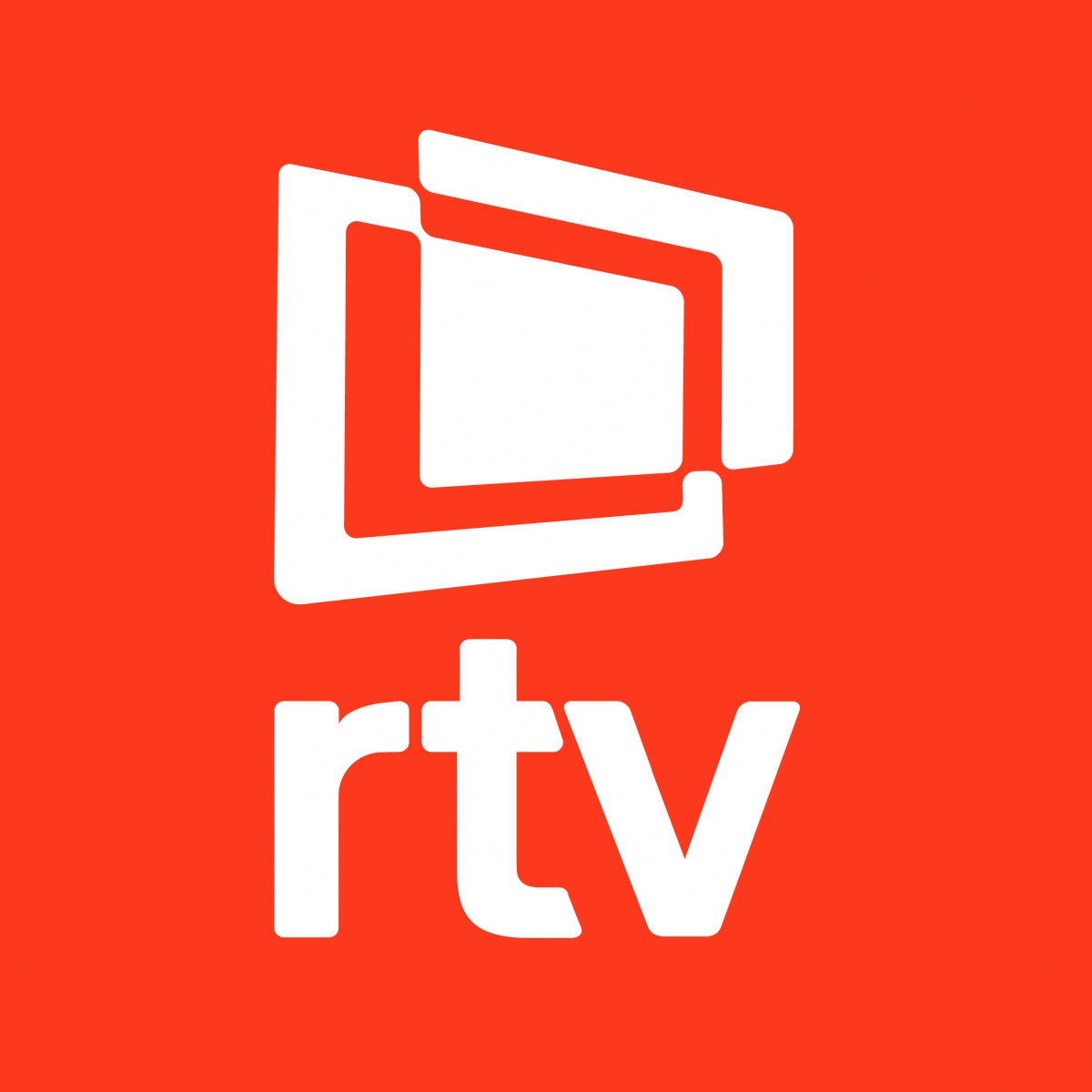

RTV is een Belgische regionale televisiezender die uitzendt voor de bevolking van de Antwerpse Kempen en de regio Mechelen. RTV staat voor "regionale televisie" en is een fusie tussen TV Kempen en TV Mechelen.
RTV zendt vanuit Heultje (Westerlo) en heeft als zendgebied de arrondissementen Mechelen en Turnhout, goed voor 39 gemeenten.

## Geschiedenis
Op 1 maart 1994 startte de uitzending van TV Kempen vanuit Oevel. Niet veel later volgde de start van TV Mechelen. 
Een jaar later, in 1995, ontstond na een fusie van beide zenders, de nieuwe regionale zender RTV. Dit ging gepaard met een verhuis naar nieuwe gebouwen in Heultje bij Westerlo. De nieuwszender heeft een groot uitzendgebied dat reikt van Hoogstraten tot Bornem en van Mol tot Lier. In 2006 besliste de redactie om de twee gebieden terug uit elkaar te trekken om zo dichter bij de kijker te staan en zo ontstonden er twee aparte zenders met een apart uitzendschema voor de regio Kempen en voor het arrondissement Mechelen. De naam RTV bleef wel gewoon bestaan voor beide zenders. 
Niet veel later volgde er nog een derde televisiezender: TV Plus. TV Plus brengt life-style, amusement en documentaires.
In 2016 wordt een nieuwe redactie in gebruik genomen op de Thomas More hogeschool in Mechelen voor het uitzendgebied van RTV Mechelen.
Gemiddeld hebben de zenders meer dan 160.000 unieke kijkers per dag.

## Programmering
De indeling van de zender is als volgt: overdag 'RTV/dag' met een soort van teletekstuitzending met beeldfragmenten van de belangrijkste nieuwsfeiten. 's Avonds, meestal vanaf 18.00, is er 'RTV/Avond' in lusvorm tot de volgende dag. Dat bestaat uit het nieuws en weerbericht. En een wekelijkse programma zoals 'Match van de Maandag' met als presentator Stefan Buelens en 'Economix' gepresenteerd door Jeroen Verlooy. In het weekend zendt RTV het lifestylemagazine 'Trendiez' uit en 'Sport op zondag' met presentatoren Niels Daniel, Stefan Buelens en Els Van Hove. Het RTV-nieuws wordt gepresenteerd door Els Van Hove, Ronny Daelman en Eva Clockaerts.